# Antonino Migliore
Antonino Migliore (Serradifalco, 7 de junho de 1945) é um prelado da Igreja Católica Apostólica Romana italiano, atual bispo emérito da Diocese de Coxim.

## Presbiterado
Depois de estudar no seminário diocesano de Caltanissetta, obteve uma licença catequética na Pontifícia Universidade Salesiana de Roma. Também fez pós-graduação em teologia na Pontifícia Universidade São Tomás de Aquino.
Em 29 de junho de 1969, ele foi ordenado sacerdote. De 1986 a 1997, ele foi, a pedido dele, para o Brasil, onde foi pároco primeiro na diocese de Piracicaba e depois na prelatura territorial de Coxim, na paróquia de Sonora.
Estava na Itália, na paróquia "Sacro Cuore" na diocese de Caltanissetta, quando foi nomeado para a Prelatura Territorial de Coxim.

## Episcopado
Em 10 de maio de 2000, o Papa João Paulo II o nomeou bispo-prelado de Coxim. No dia 23 de junho seguinte, ele foi consagrado bispo na catedral de Caltanissetta pelo cardeal Dom Lucas Moreira Neves, prefeito da Congregação para os Bispos, tendo como co-consagradores Alfredo Maria Garsia, bispo de Caltanissetta, o arcebispo Alfio Rapisarda, núncio apostólico no Brasil, o cardeal Salvatore Pappalardo, arcebispo emérito de Palermo e Salvatore De Giorgi, arcebispo de Palermo.
Em 13 de novembro de 2002, após a elevação da prelatura de Coxim ao posto de diocese, o mesmo Papa o nomeou primeiro bispo da diocese.
Teve sua renúncia aceita pelo Papa Francisco em 19 de outubro de 2022.